# Pavel Dourov
Pour les articles homonymes, voir Dourov.
Pavel Valerievitch Dourov (en russe : Павел Валерьевич Дуров) ou Paul du Rove, né le 10 octobre 1984 à Leningrad en Union soviétique, est un informaticien et chef d'entreprise russe, naturalisé français en 2021 et possédant également les nationalités christophienne (depuis 2013) et émiratie (depuis 2021).
Il est le cofondateur en 2006 du site web de réseautage social VKontakte, dont il est le directeur général jusqu'en avril 2014. En 2011, Pavel Dourov devient une des dix personnes qui comptent le plus sur Internet en Russie. Il a cofondé l'application Telegram en 2013. Sa fortune est estimée à 15 milliards de dollars en 2021.

## Biographie

### Origines, jeunesse et formation
Bien que né à Leningrad, Pavel Valerievitch Dourov (en russe : Павел Валерьевич Дуров) passe une grande partie de son enfance en Italie, à Turin. Sa mère, la journaliste Albina Alexandrovna, élève ses trois enfants : le premier, issu d’un premier mariage, puis Nikolaï et Pavel. Son père, Valeri Dourov (en), professeur d'université, est l'auteur de biographies de Jules César et de Néron. En 1988, il enseigne en Italie, à l’institut de langue russe de Turin, où Pavel est scolarisé à l'école primaire.
Dans les années 1990, la famille retourne en Russie, où Pavel entre dans l’une des plus prestigieuses écoles de Saint-Pétersbourg, le Gymnase académique, où il intègre la section « linguistique-mathématiques ».
En 2002, Pavel intègre la faculté de philologie de l'université d'État de Saint-Pétersbourg (SPbGU), dans la spécialité « Philologie anglaise et traduction ». Pour ses réalisations académiques et sa contribution à la vie étudiante de l'université, il reçoit une bourse du Gouvernement de la fédération de Russie, puis une bourse du président de la fédération de Russie. Pavel est trois fois lauréat de la bourse Potanine, récompensé notamment pour ses capacités de leadership. Il gagne des olympiades en informatique, linguistique et design, et organise des événements à l'échelle de l'université. Pavel obtient son diplôme de cette université en 2006, mais ne l'a toujours pas récupéré en 2012.
Pendant ses études à l'université de Saint-Pétersbourg, Pavel crée des projets Internet à but non lucratif, destinés à améliorer la qualité de la vie publique et scientifique de l'université. Ces projets incluent les sites Durov.com et Spbgu.ru. Le premier est une bibliothèque électronique de rapports universitaires et un lieu d'échange d'idées et d'opinions entre étudiants; le second est un forum de l'université, où Pavel initie souvent diverses discussions, dans lesquelles, en utilisant différents comptes, il débat avec lui-même.
À l'été 2006, Dourov estime que ses sites pour étudiants, malgré leur popularité, ne sont pas efficaces pour unir les étudiants, car ceux-ci y participent anonymement. Plus tard, un vieil ami de Pavel, de retour d'études aux États-Unis, l'informe des projets en cours dans les universités américaines — notamment Facebook, où les utilisateurs affichent leurs vrais noms et photos. Dourov décide d'adopter ce modèle de site en Russie, c'est-à-dire sans anonymat. Le nom initial du projet — « Student.ru » — est remplacé par Pavel par « VKontakte », car, selon lui, « tôt ou tard, on devient tous diplômés ».
Dourov se lance dans la réalisation du projet immédiatement après l'université. Pavel et son frère, Nikolaï Dourov, créent une société à responsabilité limitée, « VKontakte », et lancent une version bêta du réseau éponyme, dont le domaine — vkontakte.ru — est, selon les données officielles, enregistré le 1er octobre 2006. Initialement, le site est fermé, c'est-à-dire que l'inscription n'est possible que sur invitation personnelle. Mais dès la fin de l'année, l'inscription devient libre. En quelques jours, le réseau attire plus de 2 000 utilisateurs; grâce à un concours offrant un iPod à celui qui inviterait le plus grand nombre d'amis. La croissance rapide du nombre d'utilisateurs oblige les créateurs à changer de serveurs et à améliorer les infrastructures du site. Pavel reçoit à plusieurs reprises des offres d'achat de son produit, mais il les refuse. À la place, le programmeur attire des investisseurs pour son projet. «VKontakte» se développe rapidement. En 2007, VK devient le troisième site le plus populaire de Russie, et en 2008, le nombre d'utilisateurs dépasse les 20 millions d'utilisateurs. En 2010, l'entreprise de Pavel s'installe dans l'immeuble de la compagnie Singer, situé sur la perspective Nevski, en face de la cathédrale Notre-Dame-de-Kazan de Saint-Pétersbourg.

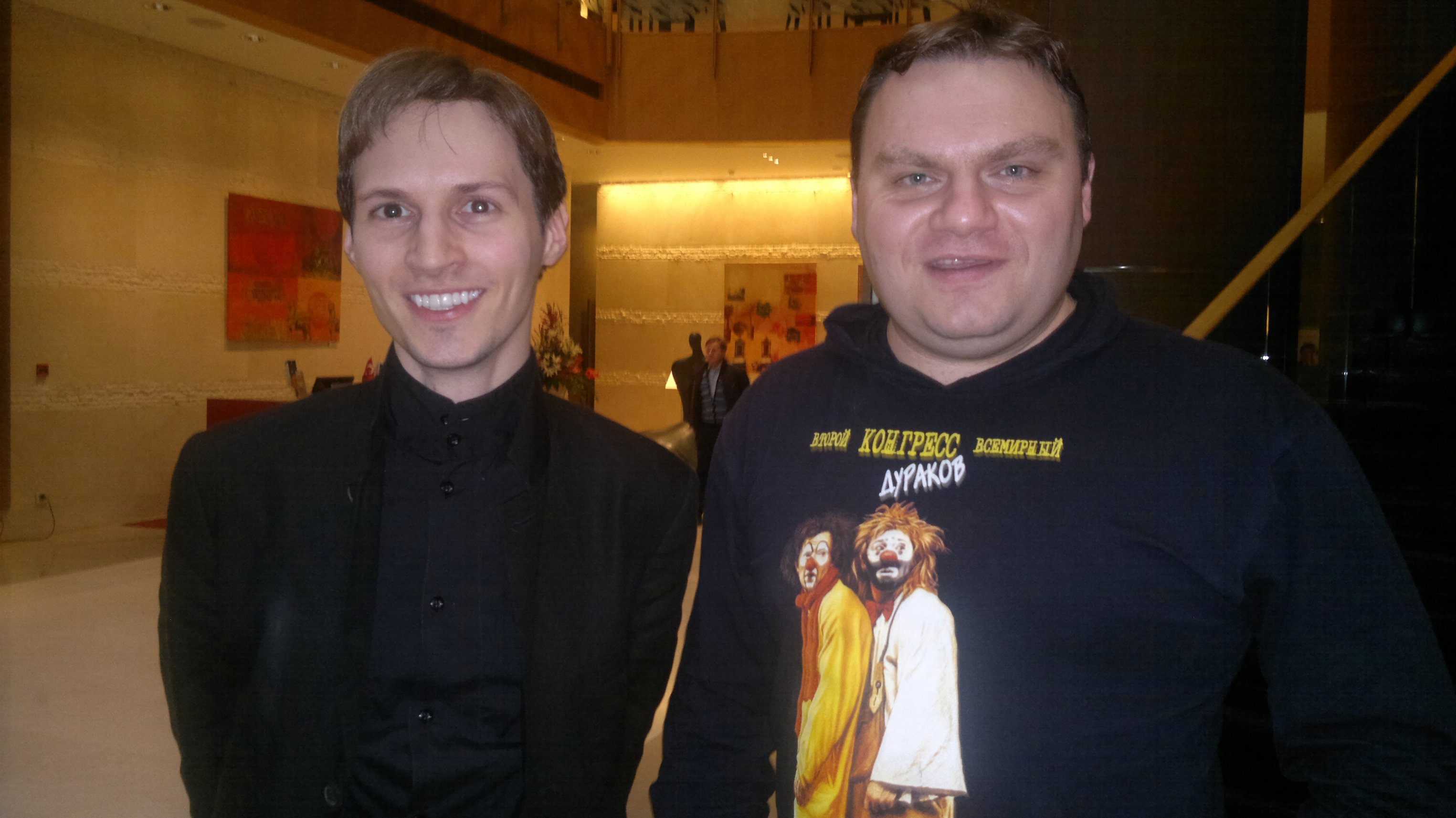
Pavel Dourov et Alexandre Pliouchtchev lors de la cérémonie de remise des Prix du Runet en 2010.

### Positionnement politique
Pavel Dourov se présente volontiers comme un opposant à Vladimir Poutine. Il a des idées politiques et économiques libérales. Il se définit lui-même comme un libertarien partisan du laisser-faire, mais se dit aussi inspiré par Che Guevara et Steve Jobs,.
Le 16 avril 2014, il refuse publiquement de transmettre les données des manifestants ukrainiens aux agences de sécurité russes et de bloquer la page d'Alexeï Navalny sur VK.
Réagissant aux attentats du 13 novembre 2015 en France, il accuse le gouvernement français d'être responsable des attentats « au même titre que Daech » et de prendre « l'argent des Français qui travaillent dur via des taxes horriblement élevées pour les dépenser en menant des guerres inutiles au Moyen-Orient et créer un paradis social parasitique pour les immigrés d'Afrique du Nord »,.

### Nationalités
En 2013, il demande la nationalité de l'État caribéen de Saint-Christophe-et-Niévès,, qu'il obtient en 2014.
Le 25 août 2021, malgré de nombreuses alertes concernant la probité de Telegram, il est naturalisé français,. Son nom est francisé en Paul du Rove par décret du 11 mai 2022,. Bien qu'il n'ait jamais résidé en France et ne parle pas couramment le français, il a bénéficié d'une procédure exceptionnelle dite de « l'étranger éminent ». Créée par le ministre des Affaires étrangères, elle accorde la nationalité française à « un étranger francophone qui contribue par son action éminente au rayonnement de la France et à la prospérité de ses relations économiques internationales ». Le gouvernement français n'a jamais officiellement communiqué les raisons de sa naturalisation. Selon la cellule investigation de Radio France « "Emmanuel Macron avait rencontré le patron de Telegram et il y avait la volonté des deux côtés qu’il acquière la nationalité française", raconte une source proche du dossier, confirmant ainsi les informations du Wall Street Journal. Emmanuel Macron l’assume d’ailleurs "totalement". Il l’a dit lors d’une conférence de presse à Belgrade, le 29 août dernier (2024), au lendemain de la mise en examen de Pavel Dourov en raison des contenus illégaux publiés sur son application. Le chef de l’État explique alors valoriser des profils "qui développent de la richesse, de l’innovation, qui rayonnent dans le monde". ».

### Controverse
Lors de l'élection présidentielle roumaine de 2025, il accuse le directeur de la DGSE Nicolas Lerner d'avoir exercé des pressions sur lui pour censurer les opposants conservateurs roumains sur Telegram et de s'être rendu en Roumanie juste avant le second tour. Ces accusations, à l'origine d'une controverse importante, sont démenties par la France et par la Roumanie et considérées comme des fake news,,,.

### Philanthropie
Le 24 janvier 2012, lors de la conférence « Digital Life Design » à Munich, Pavel Dourov rencontre Jimmy Wales sur la scène de la conférence Digital Life Design (en), et fait don à la Wikimedia Foundation d’un million de dollars.

### Régime alimentaire
Pavel Dourov affirme ne consommer ni alcool, ni caféine, ni médicaments, ni viande et, depuis 2018, aucun produit laitier ni gluten. En 2019, il annonce ne manger que du poisson, avant de s'essayer à un jeûne d'un mois.

### Vie privée
Selon Le Figaro, Pavel Dourov est officiellement père de 6 enfants, issus de trois femmes différentes. Sa compagne de 2013 à 2022, Irina Bolgar, qui a par ailleurs trois enfants de Pavel Dourov, a entamé une procédure le visant pour violences graves sur l'un de leurs fils, ainsi qu'une autre pour paiement de la pension alimentaire qu'il a cessé de verser et une troisième ayant abouti en 2023 à la suspension de ses droits parentaux.
Il partage actuellement la vie d'une jeune femme de plus de quinze ans sa cadette et experte en cryptomonnaies, Yulia Vavilova, qui déclare attendre leur premier enfant en août et avoir fait une fausse couche en octobre 2024.
Dourov se vante d'être un « généreux donneur de sperme », et d'être le père génétique de plus de cent enfants à travers le monde via ses dons à des banques de sperme. Il a annoncé vouloir laisser sa fortune, évaluée à 17 milliards de dollars en 2025, à ses 106 enfants, après son décès. Avec cependant une condition « draconienne » : aucun d'entre eux ne pourra toucher à son héritage avant d'avoir atteint l'âge de 30 ans, et ce à compter du 19 juin 2055.

## Activités entrepreneuriales

### Projet étudiant
Pavel Dourov est également connu pour être à l'origine d'autres projets d'étudiants, en particulier Durov.com, site destiné principalement aux étudiants en sciences humaines, et SPBGU.ru, forum pour les étudiants de l'université.

### VKontakte

#### Création de VKontakte
Il lance en novembre 2006 VKontakte (en contact) : le « Facebook russe » est créé avec l'aide de Viatcheslav Mirilachvili. La référence au modèle américain n'est pas cachée, de l'architecture jusqu'au design, tout s'en inspire.

#### Dissensions avec le Kremlin
Ilia Cherbovitch, PDG de United Capital Partners et membre des conseils d'administration de Transneft (pipelines) et de Rosneft (pétrole et gaz), est également un proche du pouvoir. Il profite d'une mésentente entre différents actionnaires du groupe VKontakte pour en acheter secrètement 48 %.

#### Éviction
Le 1er avril 2014, sur le ton d'une blague de potache, il annonce au conseil d'administration de VKontakte qu'il démissionne. Le conseil d'administration ne prend pas la chose à la légère et enregistre la démission. Pavel Dourov retire sa démission trois jours plus tard. Mais le retrait de sa démission lui est refusé pour « vices de formes » le 21 avril 2014.
Il paie aussi son refus de donner au pouvoir russe les données d'opposants politiques utilisant VKontakte.
À la suite de son éviction de VKontakte, Pavel Dourov décide de quitter la Russie et, le 22 avril 2014, il part pour une destination inconnue. Il affirme que son départ est « sans retour » et que la Russie est à ce jour incompatible avec le modèle de développement économique des start-ups de l'Internet. Le magazine américain Wired affirme qu’il surjoue ses désaccords avec le pouvoir russe et qu’il aurait continué à fréquenter Saint-Pétersbourg pendant au moins trois années après ses supposés démêlés avec le Kremlin.

### Telegram
La vente de ses parts de VKontakte (13 %) lui rapporte 300 millions de dollars, qu'il met à profit pour créer la messagerie Telegram, avec son frère Nikolaï, un mathématicien.

## Affaires judiciaires

### En Russie
En décembre 2011, pendant les protestations contre les résultats contestés des élections législatives, le Service fédéral de sécurité de la fédération de Russie (FSB) demande à Dourov de bloquer cinq communautés sur VKontakte (dont quatre contiennent dans leur titre « contre Russie unie ») et deux événements sur ce même réseau. Dourov refuse de le faire. Après cela, il est convoqué pour s'expliquer devant le procureur de Saint-Pétersbourg.
Une perquisition est menée à son domicile le 17 avril 2013, pour une enquête sur un policier victime d'un accident de voiture. Son frère Nikolaï estime que la perquisition est un signe de pression du gouvernement.

### En France
Le 24 août 2024, il est interpellé à l'aéroport du Bourget dans le cadre d'un mandat de recherche et d'une enquête préliminaire.
Dourov est accusé de complicité et de négligence concernant son service Telegram, où des crimes graves — trafic de drogue, exploitation sexuelle d'enfants ou fraude, notamment —, ont fréquemment lieu. Il est arrêté à son arrivée en France en provenance d'Azerbaïdjan. Des rapports indiquent qu'il figure sur la liste des personnes recherchées par les autorités françaises et que son arrestation est due à son refus de coopérer avec la justice, notamment sur des questions liées aux activités de Telegram. Selon la police française, l'activité criminelle sur Telegram se déroule sans entrave en raison du manque de modérateurs.
Le 28 août 2024, une enquête pour des «violences graves» sur l'un de ses enfants à Paris est par ailleurs ouverte à son encontre.
Le même jour, la procureure de la République du parquet de Paris annonce dans un communiqué de presse que la garde à vue de Pavel Dourov, en cours depuis le 24 août, a été levée. Elle indique dans ce même communiqué qu'il est désormais mis en examen d'une pléthore de faits relevant du crime organisé. Il a été placé sous un contrôle judiciaire lui interdisant notamment de quitter le territoire français et lui ordonnant de fournir un cautionnement de 5 millions d'euros. Le contrôle judiciaire prévoit également qu'il doit se rendre au commissariat deux fois par semaine,. Le 15 mars 2025, son obligation de contrôle judiciaire est allégée et il quitte le territoire français.

#### Réactions
Aux États-Unis, Elon Musk dénonce l’arrestation de Pavel Dourov et lance le mot-dièse #FreePavel (« Libérez Pavel »). De même, plusieurs figures de droite, dont Robert Francis Kennedy Jr., le soutiennent.
Les autorités russes critiquent l’arrestation de Dourov et accusent la France d’être un pays liberticide. Pour le député Alekseï Pouchkov, Paris est une « dictature libérale ». L'arrestation suscite aussi des critiques de la part des membres de l'opposition russe, qui affirment qu'il s'agit d'un « cadeau pour Poutine ».
Trois jours après l'arrestation de Pavel Dourov en France, les Émirats arabes unis demandent à la France de fournir des services consulaires à Dourov (qui détient la nationalité émirienne), rappelant que la sécurité de leurs citoyens est une priorité.
Pour Andy Yen, fondateur et PDG de Proton, « l'arrestation du directeur de Telegram est un suicide économique pour la France ».

## Distinctions
En 2007, le journal Business-Petersburg le nomme comme l'un des gagnants du concours « Meilleurs Jeunes Entrepreneurs 2007 ».
En 2021, le média Politico le classe parmi les 28 personnalités européennes les plus puissantes d'Europe. Il est numéro un de la catégorie « disrupteurs ».